# Lyfthrasyr
Lyfthrasyr ist eine 2002 gegründete deutsche Metal-Band aus Karlsruhe.
Der Name ist zurückzuführen auf eine Person in der nordischen Mythologie. Lifthrasir war eine der beiden Personen, die die Ragnarök (den Weltuntergang) überlebt haben und die Welt danach wieder neu bevölkerten. Die Schreibweise mit den y dient der Unikatisierung des Bandnamens.

## Geschichte
Die Band wurde im Jahr 2002 von Aggreash als Soloprojekt unter dem Arbeitstitel Eternal Darkness gegründet. Aggreash übernahm dabei die Aufgaben von Sänger, Texter, Keyboarder und Bassisten. Seine Musik weist Einflüsse zahlreicher Genres, unter anderem von Black Metal und atmosphärischer Filmmusik auf. Zudem existieren Piano-Passagen, die klassische Einflüsse aufweisen.
Die erste Demo Beyond the Frontiers of Mortality wurde 2004 alleine eingespielt. Durch den großen Erfolg dieser ersten Aufnahmen wurden die beiden Musiker Mathar (Schlagzeug) und Insorior (Gitarre) auf das Projekt aufmerksam und traten der Band bei.
Im Sommer 2004 spielte die Band ihr Debüt-Konzert mit Lacrimas Profundere. Die Keyboard-Passagen wurden dabei vom Band gespielt, um Aggreash auf der Bühne zu entlasten. Nach weiteren erfolgreichen Konzerten wurde Anfang 2005 mit den Aufnahmen am ersten Studioalbum The Final Resurrection begonnen, welches in den finnischen Finnvox Studios von Mika Jussila gemastert wurde.
Ende 2005 wurde Schlagzeuger Mathar durch Skytorian ersetzt und Lyfthrasyr spielte auf zahlreichen Konzerten und Festivals. 2007 wurde schließlich ihr aktuelles Album The Recent Foresight im Studio Fredman in Göteborg aufgenommen und im Stockholmer Cutting Room gemastert. Am 30. November wurde das Album weltweit veröffentlicht. Ende 2007 gingen sie auf Europa-Tour mit Kataklysm, Behemoth und Aborted.
Anfang 2010 verkündete Aggreash einen vollständigen Besetzungswechsel. Neben Schlagzeuger Nefastus, der zuvor bei Belphegor aktiv war, wurden Live-Keyboarder Vethys und Gitarrist Zethos fest bzw. neu in die Band aufgenommen. Ein zunächst ebenfalls für 2010 angekündigtes, neues Album wurde lange Zeit nicht veröffentlicht. Stattdessen gab es 2010 und 2011 einige Konzerte mit der neuen Besetzung, zuletzt die sogenannte East Tour mit Auftritten u. a. in Moskau, Kiew und St. Petersburg. Am 29. November 2013 wurde das Album The Engineered Flesh veröffentlicht.
Die Band scheint inzwischen inaktiv zu sein.

## Diskografie

### Alben
- 2005: The Final Resurrection
- 2007: The Recent Foresight
- 2013: The Engineered Flesh

### Demos
- 2004: Beyond the Frontiers of Mortality